# Maala
Maala là một đô thị thuộc tỉnh Bouira, Algérie. Dân số thời điểm năm 2002 là 5.806 người.